# Jerzy Marian Langer
Jerzy Marian Langer (ur. 18 lipca 1947 w Łodzi) – polski fizyk, profesor nauk fizycznych. Działacz polskich i europejskich organizacji naukowych, w 2005 roku podsekretarz stanu w Ministerstwie Nauki i Informatyzacji.

## Życiorys
W 1970 ukończył studia fizyczne na Uniwersytecie Warszawskim. W tym samym roku został pracownikiem naukowym Wydziału Fizyki Uniwersytetu Warszawskiego, gdzie obronił doktorat i pracę habilitacyjną. W latach 1972–1973 odbył staż na Uniwersytecie Stanforda. Wyspecjalizował się w fizyce ciała stałego, później zajmował się także optyką nieliniową, nowoczesnymi technologiami, informatyką i ekonomią. W 1978 przeszedł do pracy w Instytucie Fizyki PAN jako profesor nadzwyczajny, był dyrektorem ds. badań (1979–1981) i szefem wydziału spektroskopii ciała stałego (1980–1990). Został także pracownikiem Instytutu Technologii Materiałów Elektronicznych. 12 listopada 1987 został profesorem nauk fizycznych. W latach 1999–2004 pozostawał doradcą prezesa Polskiej Akademii Nauk. W ramach PAN był także członkiem Rady Upowszechniania Nauki, wiceprezesem Komitetu Narodowego do spraw Współpracy z Europejską Fundacją Nauki i Komitetu Narodowego do spraw Współpracy z Międzynarodową Radą Nauki. Został członkiem zwyczajnym Towarzystwa Naukowego Warszawskiego, pełnił w nim funkcję przewodniczącego Wydziału Nauk Ścisłych i w latach 2020-2023 był jego Prezesem, w 2024 wyróżniony tytułem członka honorowego.  Należy jako fellow do American Physical Society (od 1989) i Academia Europaea, gdzie pełnił funkcję członka Zarządu oraz sekretarza zagranicznego. Został założycielem i honorowym wiceprzewodniczącym organizacji EUROSCIENCE. Autor około 250 prac naukowych z zakresu fizyki ciała stałego i ponad 150 opracowań dotyczących polityki naukowej.
Należał także do ciał doradczych Komisji Europejskiej ds. nauki (Europejskiej Rady Doradczej Badań Naukowych, ISTAG i Rady Zarządzającej Wspólnego Centrum Badawczego). Współtworzył dokumenty programowe dotyczące Europejskiego Obszaru Badawczego. Był jednym z inspiratorów powstania Europejskiej Rady ds. Badań Naukowych, w którym przewodniczył panelowi oceny grantów dla liderów zespołów badawczych zajmujących się materią skondensowaną. Uczestniczył jako doradca w pracach Dyrekcji Generalnych KE: ds. Polityki Regionalnej oraz ds. Sieci Komunikacyjnych, Zasobów i Technologii w programie FET (Future & Emerging Technologies).
24 stycznia 2005 powołany na stanowisko podsekretarza stanu w Ministerstwie Nauki i Informatyzacji (od 31 października pod nazwą Ministerstwo Nauki i Szkolnictwa Wyższego). Zakończył pełnienie funkcji 22 listopada tego samego roku. Od 2006 do 2012 był doradcą prezydenta Wrocławia Rafała Dutkiewicza ds. naukowych. W latach 2012–2016 był prezesem EIT+ Wrocławskiego Centrum Badań. W 2015 został wybrany przewodniczącym FETAB, rady doradczej unijnego programu finansowania badań naukowych FET (Future and Emerging Technologies).

## Odznaczenia
W 1991 otrzymał prestiżową Nagrodę Naukową im. Marii Skłodowskiej-Curie. Odznaczony m.in. Krzyżem Kawalerskim Orderu Odrodzenia Polski (1998), a także odznaczeniami resortowymi. Otrzymał również 7 nagród od Polskiej Akademii Nauk (w tym 2 samodzielnie).